# ديمتري برامكي
ديمتري قسطنطين برامكي (1909-1984) كان عالم آثار عربي فلسطيني، يعتبره البعض أول عالم آثار فلسطيني، شغل منصب كبير المفتشين في دائرة الآثار التابعة لحكومة الانتداب البريطاني بين الأعوام 1938- 1948. منذ عام 1951 وحتى تقاعده كان قيّم المتحف الأثري في الجامعة الأمريكية في بيروت حيث درّس علم الآثار. قام بحفريات في مواقع أثرية عدة في العالم العربي أهمها موقع خربة المفجر في منطقة أريحا حيث وجد قصر هشام وحفرياته في تل الغسيل بلبنان واكتشافه لموقع جميرا في دبي.

## سيرته
ولد ديمتري برامكي في القدس لعائلة عربية مسيحية أرثوذكسية. درس في مدرسة سانت جورج. عام 1927 بدأ العمل مفتشا متدربا في دائرة الآثار التابعة لحكومة الانتداب البريطاني قبيل عيد ميلاده الثامن عشر متأثرا بأخيه جليل (الذي ترك هذا المجال لاحقا) وفي عام 1929 رقي إلى مفتش آثار. كتب تقاريرا نشرت في مجلة «فصلية دائرة الآثار في فلسطين» منذ عام 1931 وحتى أواخر الأربعينيات.
درس التاريخ القديم وعلم الآثار بالمراسلة في جامعة لندن وحاز على شهادة البكالوريس عام 1934. رقي عام 1938 إلى كبير المفتشين في دائرة الآثار (بدل روبرت هميلتون الذي عين مديرا للدائرة) واستمر في منصبه هذا حتى عام 1948.
أثناء سنوات عمله في فلسطين عمل في حفريات أثرية في شتى أرجاء فلسطين ونشر تقاريره في فصلية دائرة الآثار في فلسطين. قام بحفريات في عدة مواقع في منطقة أريحا أبرزها كان عمله في خربة المفجر، التي تفقدها أول مرة عام 1932 وحصل لاحقا على الإذن والتمويل للقيام بالحفريات فيها عام 1935. كان الاعتقاد السائد أن الحديث عن دير لكنه سرعان ما أدرك أنها آثار من الفترة الإسلامية المبكرة، وخلال ثلاثة عشر عاما ما بين 1934 إلى عام 1948 أدار الحفريات والبحث في الموقع مكتشفا مختلف بناياته وما فيها من تماثيل وفسيفساء. وقد وجد برامكي كتابة على الجدران تذكر هشام بن عبد الملك، ووفقا لذلك أرخ بناء القصر لفترة حكمه (724-743)م، وأدرك أن الحديث عن إحدى القلاع الصحراوية مثل قصر الحير الغربي في سوريا وأطلق عليه اسم «قصر هشام». لاحقا سيعتمد على نتائج الحفريات في خربة المفجر في كتابة أطروحته للحصول على الدكتوراة حول العمارة الأموية التي قدمت إلى جامعة لندن عام 1953.
عند انتهاء الانتداب البريطاني في مايو 1948 ووقوع الضفة الغربية تحت الحكم الأردني أدار برامكي لفترة وجيزة متحف فلسطين للآثار (اليوم متحف روكفلر). ثم عمل أمين مكتبة ومستشار أثريات في المدرسة الأمريكية للبحث الشرقي. بين الأعوام 1950 و 1951 انضم لبعثة جيمس كلسو التي قامت بحفريات جديدة في منطقة أريحا.
عام 1951 انضم إلى طاقم الجامعة الأمريكية ببيروت حيث درّس علم الآثار وعمل قيّما على متحف الآثار التابع للجامعة واستمر بعمله فيها حتى تقاعده عام 1975. وكان له دور هام في تطوير برنامج الماجستير لعلم الآثار والتاريخ القديم كما أنه حول متحف الآثار إلى أهم متحف جامعي في الشرق الأوسط. عام 1953 حاز على الدكتوراة في الآثار الإسلامية من جامعة لندن وكان عنوان الأطروحة الثقافة والعمارة العربية في الفترة الأموية: بحث مقارن يستند بالأخص على نتائج الحفريات في قصر هشام. وفي عام 1958 رقي إلى الاستاذية.
خلال إقامته في لبنان، قام بأبحاث حول الفينيقيين ونشر عام 1961 كتابا بعنوان «فينيقيا والفينيقيين». ثم كتاب “متحف الآثار في الجامعة الأمريكية ببيروت” وكتاب “مجموعة المسكوكات في متحف الجامعة الأمريكية ببيروت” وفي عام 1969 نشرت له دائرة الأبحاث في منظمة التحرير الفلسطينية كتابه «الفن والعمارة في فلسطين القديمة» الذي كان مسحا لتاريخ فلسطين منذ القدم وحتى الفترة العثمانية وقد استنتج فيه إلى وجود كيان فلسطيني ذي استمرارية على مر التاريخ وإن تغيرت لغة وعقيدة سكانه بفعل الظروف التاريخية المختلفة.
في لبنان قام برامكي بحفريات في تل الغسيل في سهل البقاع بلبنان بدءا من عام 1956. كما عمل بحفريات في عدة دول عربية مثل الكويت والعراق وليبيا حيث عمل خبيرا في اليونسكو بين عامي 1964-65 مشرفا على الآثار في طرابلس الغرب. كما أنه اكتشف عام 1969 موقع جميرا في دبي.
توفي عام 1984 في مدينة هنتنغتون بيتش بولاية كاليفورنيا الأمريكية.

## مؤلفاته
نشر العديد من الكتب باللغة الإنجليزية عدا عن المقالات والتقارير التي نشرها في مجلة دائرة الآثار الفلسطينية.
- The Road to Petra: A Short Guide to East Jordan (Amman, 1947)[2]

الطريق إلى البتراء: دليل موجز لشرق الأردن (عمان، 1947).
- Arab culture and architecture of the Umayyad Period : a comparative study with special reference to the results of the excavations of Hisham's palace (PhD dessertation, 1953. unpublished)[3]

الثقافة والعمارة العربية في الفترة الأموية: بحث مقارن يستند بالأخص على نتائج الحفريات في قصر هشام. (أطروحة دكتوراة غير منشورة قدمت عام 1953).
- Phoenicia and the Phoenicians (Beirut, 1961)[2]

فينيقيا والفينيقيون (بيروت، 1961).
- The Archaeological Museum of the American University of Beirut (Beirut, 1967)[8]

متحف الآثار في الجامعة الأمريكية ببيروت (بيروت، 1967)
- The Coins Exhibited in the Archeological Museum of the American University of Beirut (Beirut, 1968)[8]

المسكوكات المعروضة في متحف الآثار في الجامعة الأمريكية ببيروت (بيروت، 1968).
- The Art and Architecture of Ancient Palestine: A Survey of the Archeology of Palestine from the Earliest Times to the Ottoman Conquest (Beirut, 1969)[2]

الفن والعمارة في فلسطين القديمة: استعراض لآثار فلسطين منذ أقدم العصور وحتى الفتح العثماني (بيروت 1969).
- The Coin Collection of the American University of Beirut Museum (Beirut, 1974)[8]

مجموعة المسكوكات في متحف الجامعة الأمريكية ببيروت (بيروت، 1974).